# Ireneusz Lazurowicz
Ireneusz Lazurowicz (ur. 29 czerwca 1951 w Zabrzu, zm. 3 listopada 2020) – polski piłkarz, grający na pozycji pomocnika.

## Kariera i życie prywatne
Karierę rozpoczął jako 15-latek w III lidze śląskiej w klubie MGKS Mikulczyce. W 1973 przeniósł się do Górnika Zabrze. Cały czas był podstawowym zawodnikiem. W czerwcu 1981 roku zdecydował się wyjechać do Francji, gdzie występował w lokalnych drużynach Puy, CS Thonon. W roku 1986 zakończył zawodniczą karierę i przeniósł się do Bourg-an-Bresse. Jego żona Klara także pochodzi z Mikulczyc Ma dwie córki. Starsza – Daria – jest absolwentką Uniwersytetu Cambridge w Anglii, młodsza Izabella pracuje w opiece społecznej. W latach dziewięćdziesiątych przeszedł operację stawu biodrowego, wstawiono mu protezę. Z okazji 88-lecia macierzystego klubu piłkarskiego MGKS Mikulczyce/Sparta Zabrze rozegrał 24 maja 2008 z drużyną Sparty Zabrze mecz oldbojów z Górnikiem Zabrze, strzelając bramkę.